# Vila fortificada de Sureda
La Vila fortificada de Sureda és la vila murada, fortificada, medieval d'estil romànic del poble de Sureda, a la comarca del Rosselló, Catalunya Nord.
De forma quadrangular, envoltava la totalitat del poble vell, al nord d'una cruïlla de camins important.

## Història
El 9 d'octubre del 898 se cita Sureda en una donació a l'església d'Elna de dues vinyes in locum Sunvereta. A partir d'aquest moment Sureda és àmpliament documentat. Pertanyia a la senyoria de Sureda, però amb la fi de l'Antic règim el castell fou partit en diverses propietats i venut a amos diversos, com encara continua avui dia.

## Característiques
El recinte, bàsicament quadrangular, era clos a migdia pel Castell de Sureda i al sud-est per l'església de Sant Aciscle i Santa Victòria. Fa uns 38 metres de nord a sud per 32 d'est a oest. Es conserven alguns fragments de muralles amb espitlleres, sobretot als costats sud i est de l'església, a més d'un dels portals de la vila.